# صنرايز
صنرايز (بالإنجليزية: Sunrise)‏ هي مدينة أمريكية تقع في ولاية فلوريدا. تبلغ مساحة هذه المدينة 47.7 (كم²)،ويبلغ عدد سكانها 84439 نسمة حسب إحصاء سنة 2010 م 84439.

## التركيبة السكانية
حدّد مكتب تعداد الولايات المتحدة بيانات التركيبة السكانية لصنرايز في تعداد الولايات المتحدة. في ما يلي، التركيبة السكانية حسب تعدادي 2000 و2010.

### تعداد عام 2000
بلغ عدد سكان صنرايز 85,779 نسمة بحسب تعداد عام 2000، وبلغ عدد الأسر 33,308 أسرة وعدد العائلات 22,243 عائلة مقيمة في المدينة. في حين سجلت الكثافة السكانية 1,829 نسمة لكل كيلومتر مربع (4,737.1/ميل2). وبلغ عدد الوحدات السكنية 35,661 وحدة بمتوسط كثافة قدره 760.4 لكل كيلومتر مربع (1,969.4/ميل2).
وتوزع التركيب العرقي للمدينة بنسبة 69.48% من البيض و20.47% من الأمريكيين الأفارقة و0.18% من الأمريكيين الأصليين و3.08% من الأمريكيين ذوي الأصول الآسيوية و0.07% من سكان جزر المحيط الهادئ و3.46% من الأعراق الأخرى و3.26% من عرقين مختلطين أو أكثر و17.08% من الهسبانيون أو اللاتينيون من أي عرق.
بلغ عدد الأسر 33,308 أسرة كانت نسبة 36.1% منها لديها أطفال تحت سن الثامنة عشر تعيش معهم، وبلغت نسبة الأزواج القاطنين مع بعضهم البعض 48.6% من أصل المجموع الكلي للأسر، ونسبة 13.8% من الأسر كان لديها معيلات من الإناث دون وجود شريك، بينما كانت نسبة 4.3% من الأسر لديها معيلون من الذكور دون وجود شريكة وكانت نسبة 33.2% من غير العائلات. تألفت نسبة 27.2% من أصل جميع الأسر من عدة أفراد يعيشون في نفس المنزل ونسبة 14.4% كانت تتألف من شخص يعيش بمفرده يبلغ من العمر 65 عاماً أو أكثر. وبلغ متوسط حجم الأسرة المعيشية 2.54، أما متوسط حجم العائلات فبلغ 3.12.
بلغ العمر الوسطي للسكان 36.6 عاماً. وكانت نسبة 24.9% من القاطنين تحت سن الثامنة عشر، وكانت نسبة 7.3% بين الثامنة عشر والرابعة والعشرين عاماً، ونسبة 31.6% كانت واقعةً في الفئة العمرية ما بين الخامسة والعشرين والرابعة والأربعين عاماً، ونسبة 18.3% كانت ما بين الخامسة والأربعين والرابعة والستين، ونسبة 16.6% كانت ضمن فئة الخامسة والستين عاماً فما فوق. يوجد لكل 100 أنثى 88.7 ذكر، ويوجد لكل 100 أنثى في الثامنة عشر من عمرها فما فوق 83.5 ذكر.
بلغ متوسط دخل الأسرة في المدينة 35,586 دولارًا، أما متوسط دخل العائلة فبلغ 37,959 دولارًا. وكان متوسط دخل الذكور 29,589 دولارًا مقابل 23,926 دولارًا للإناث. وسجل دخل الفرد الخاص بالمدينة 14,560 دولارًا. وكانت نسبة 12.9% من العائلات ونسبة 16.3% من السكان تحت خط الفقر، وكان من هؤلاء نسبة 22.1% تحت سن الثامنة عشر ونسبة 17.4% في الخامسة والستين من العمر وما فوق.

### تعداد عام 2010
بلغ عدد سكان صنرايز 84,439 نسمة بحسب تعداد عام 2010، وبلغ عدد الأسر 32,493 أسرة وعدد العائلات 21,598 عائلة مقيمة في المدينة. في حين سجلت الكثافة السكانية 1,800.4 نسمة لكل كيلومتر مربع (4,663.0/ميل2). وبلغ عدد الوحدات السكنية 37,609 وحدة بمتوسط كثافة قدره 801.9 لكل كيلومتر مربع (2,076.9/ميل2).
وتوزع التركيب العرقي للمدينة بنسبة 56.40% من البيض و31.81% من الأمريكيين الأفارقة و0.30% من الأمريكيين الأصليين و4.07% من الأمريكيين ذوي الأصول الآسيوية و0.08% من سكان جزر المحيط الهادئ و4.05% من الأعراق الأخرى و3.28% من عرقين مختلطين أو أكثر و25.61% من الهسبانيون أو اللاتينيون من أي عرق.
بلغ عدد الأسر 32,493 أسرة كانت نسبة 33.7% منها لديها أطفال تحت سن الثامنة عشر تعيش معهم، وبلغت نسبة الأزواج القاطنين مع بعضهم البعض 44.2% من أصل المجموع الكلي للأسر، ونسبة 17% من الأسر كان لديها معيلات من الإناث دون وجود شريك، بينما كانت نسبة 5.2% من الأسر لديها معيلون من الذكور دون وجود شريكة وكانت نسبة 33.5% من غير العائلات. تألفت نسبة 27.3% من أصل جميع الأسر من عدة أفراد يعيشون في نفس المنزل ونسبة 13.2% كانت تتألف من شخص يعيش بمفرده يبلغ من العمر 65 عاماً أو أكثر. وبلغ متوسط حجم الأسرة المعيشية 2.58، أما متوسط حجم العائلات فبلغ 3.16.
بلغ العمر الوسطي للسكان 39.1 عاماً. وكانت نسبة 22.4% من القاطنين تحت سن الثامنة عشر، وكانت نسبة 8.6% بين الثامنة عشر والرابعة والعشرين عاماً، ونسبة 27.6% كانت واقعةً في الفئة العمرية ما بين الخامسة والعشرين والرابعة والأربعين عاماً، ونسبة 26.2% كانت ما بين الخامسة والأربعين والرابعة والستين، ونسبة 15.2% كانت ضمن فئة الخامسة والستين عاماً فما فوق. وتوزع التركيب الجنسي للسكان بنسبة 46.5% ذكور و53.5% إناث.

## أعلام
- جيف أوينز
- فلاديمير ريتشارد
- كروفورد غريمسلي
- شين مالكوم
- جوش روبنسون